# Municipio de El Porvenir
El municipio de El Porvenir (en mam: Alawun) es uno de los 124 municipios en que se encuentra dividido el estado mexicano de Chiapas. Se encuentra ubicado en la Sierra Madre de Chiapas, rodeado de terrenos montañosos. Al norte colinda con el municipio de Siltepec y al sur colinda con el municipio de Motozintla. Otros municipios cercanos incluyen Mazapa de Madero, La Grandeza y Bejucal de Ocampo.
La población de El Porvenir pertenece mayoritariamente a la etnia mam, asentada en diversas localidades del municipio que conservan las tradiciones, costumbres e idioma mam.

## Historia
El Porvenir fue erigido pueblo en 1890. Más tarde, en 1915, desaparecieron las jefaturas políticas en Chiapas y se crean 59 municipios libres, El Porvenir es uno de ellos. Posteriormente, en 1976 se le añaden al municipio los apellidos Velasco Suárez, en honor el gobernador Manuel Velasco Suárez. Sin embargo, en 1982 estos apellidos fueron eliminados, figurando sólo como "El Porvenir", conservando el de El Porvenir de Velasco Suárez para la cabecera municipal.

## Geografía
El Porvenir abarca aproximadamente el 0.16% del estado mexicano de Chiapas. El municipio es ubicado, para efectos de planeación en la región VII Sierra 15°27′20″N 92°16′46″O / 15.45556, -92.27944. Asimismo, el municipio abarca parte del Área de Protección de Flora y Fauna Pico el Loro El Paxta. Dado que cuenta con reservas naturales, entre sus atractivos turísticos se encuentran el Parque Ecológico El Porvenir, las cabañas de Miravalle, y las Grutas el Malé. El Porvenir cuenta con dos ríos: el Chimalapa y la Chorrera. Su clima es templado húmedo con precipitaciones frecuentes en verano principalmente. La vegetación abundante es de bosque de pino y encino.
El municipio es considerado como uno de los municipios más marginados de Chiapas. También tiene un grado muy alto de rezago social.

## Demografía
En el censo de 2020 el municipio de Copainalá contaba con 56 localidades.
| Código INEGI      | Localidad                     | Población (2020) |
| ----------------- | ----------------------------- | ---------------- |
| 070700001         | El Porvenir de Velasco Suárez | 1 775            |
| Otras localidades | Otras localidades             | 10 488           |
| Total municipal   | Total municipal               | 12 263           |